# 16 г. пр.н.е.
16 (шестнадесетата) година преди новата ера (пр.н.е.) е обикновена година, започваща в понеделник, вторник или сряда, или високосна година, започваща в понеделник или вторник по юлианския календар.

## Събития

### В Римската империя
- Консули на Римската империя са Луций Домиций Ахенобарб и Публий Корнелий Сципион. Суфектконсул стават Луций Тарий Руф.
- Тиберий е избран за претор, а брат му Друз за квестор.[1]
- Нориките се присъедениявят към паноните, за да нахлуят в Истрия, където са разбити от Публий Силий Нерва, проконсул на Илирик.[2]
- Император Август освещава изцяло възобновения Храм на Квирин в Рим.[3]
- Легатът и управител на Галия Марк Лолий е победен от германските племена узипети, тенктери и сугамбри.[1]
- Принцепсът посещава Галия.[1]
- Август основава Августа Треверорум, който носи неговото име.
- Построен е храмът Мезон Каре в Ним, Нарбонска Галия.
- Луций Домиций Ахенобарб и Антония Старата сключват брак.[1]

#### В Боспорското царство
- След смъртта на цар Асандър, Скрибоний се оженва за вдовицата му Динамия и узурпира трона за кратко време до намесата на Агрипа и Полемон I.[1][4]

## Починали
- Корнелия Сципиона, дъщеря на Публий Корнелий Сципион Салвито и Скрибония
- Асандър,[notes 1][1] владетел на Боспорското царство